# 口之島
口之島（日语：／ Kuchino-shima）是吐噶喇群島中的一個島嶼，位於吐噶喇群島的最北端，是一個火山島。
行政區劃上，屬於日本鹿兒島縣鹿兒島郡十島村。大字口之島的郵政編碼為891-5101。截止2015年12月31日，島上有人口128人。